# Remo nos Jogos Pan-Americanos de 2011 - Dois sem masculino
A competição do dois sem masculino foi um dos eventos do remo nos Jogos Pan-Americanos de 2011. Foi disputada na Pista de Remo e Canoagem, em Ciudad Guzmán, nos dias 16 e 18 de outubro.

## Calendário
Horário local (UTC-6).
| Data          | Horário | Fase          |
| ------------- | ------- | ------------- |
| 16 de outubro | 09:50   | Eliminatórias |
| 16 de outubro | 16:20   | Repescagem    |
| 18 de outubro | 10:04   | Final B       |
| 18 de outubro | 10:12   | Final A       |

## Medalhistas
| Ouro   | USA Michael Gennaro e Robert Otto             |
| Prata  | BRA João Borges Junior e Alexis Mestre        |
| Bronze | CAN Peter McClelland e Steven Van Knotsenburg |

## Resultados

### Eliminatórias
Bateria 1
| Pos. | Remadores                                 | País          | Tempo   | Obs. |
| ---- | ----------------------------------------- | ------------- | ------- | ---- |
| 1    | João Borges Junior e Alexis Mestre        | BRA Brasil    | 6:46.31 | FA   |
| 2    | Omar Tejada e Leopoldo Tejada             | MEX México    | 6:47.36 | FA   |
| 3    | Sebastián Claus e Diego López             | ARG Argentina | 6:47.82 | R    |
| 4    | Peter McClelland e Steven Van Knotsenburg | CAN Canadá    | 7:20.77 | R    |
| 5    | Vicente Vanega e Felipe Jarquín           | NCA Nicarágua | 7:23.41 | R    |

Bateria 2
| Pos. | Remadores                        | País               | Tempo   | Obs. |
| ---- | -------------------------------- | ------------------ | ------- | ---- |
| 1    | Michael Gennaro e Robert Otto    | USA Estados Unidos | 6:45.85 | FA   |
| 2    | Yenser Basilio e Dionnis Carrión | CUB Cuba           | 6:51.00 | FA   |
| 3    | Lorenzo Candia e Miguel Cerda    | CHI Chile          | 6:54.05 | R    |
| 4    | Diego Mejía e Manuel Lama        | PER Peru           | 7:46.49 | R    |

### Repescagem
| Pos. | Remadores                                 | País          | Tempo   | Obs. |
| ---- | ----------------------------------------- | ------------- | ------- | ---- |
| 1    | Lorenzo Candia e Miguel Cerda             | CHI Chile     | 6:56.11 | FA   |
| 2    | Peter McClelland e Steven Van Knotsenburg | CAN Canadá    | 7:01.24 | FA   |
| 3    | Sebastián Claus e Diego López             | ARG Argentina | 7:17.17 | FB   |
| 4    | Diego Mejía e Manuel Lama                 | PER Peru      | 7:21.83 | FB   |
| 5    | Vicente Vanega e Felipe Jarquín           | NCA Nicarágua | 7:25.16 | FB   |

### Final B
| Pos. | Remadores                       | País          | Tempo   | Obs. |
| ---- | ------------------------------- | ------------- | ------- | ---- |
| 7    | Sebastián Claus e Diego López   | ARG Argentina | 7:19.04 |      |
| 8    | Diego Mejía e Manuel Lama       | PER Peru      | 7:20.00 |      |
| 9    | Vicente Vanega e Felipe Jarquín | NCA Nicarágua | 7:21.78 |      |

### Final A
| Pos.              | Remadores                                 | País               | Tempo   | Obs. |
| ----------------- | ----------------------------------------- | ------------------ | ------- | ---- |
| Medalha de ouro   | Michael Gennaro e Robert Otto             | USA Estados Unidos | 6:47.07 |      |
| Medalha de prata  | João Borges Junior e Alexis Mestre        | BRA Brasil         | 6:48.74 |      |
| Medalha de bronze | Peter McClelland e Steven Van Knotsenburg | CAN Canadá         | 6:50.80 |      |
| 4                 | Omar Tejada e Leopoldo Tejada             | MEX México         | 6:55.63 |      |
| 5                 | Yenser Basilio e Dionnis Carrión          | CUB Cuba           | 6:59.60 |      |
| 6                 | Lorenzo Candia e Miguel Cerda             | CHI Chile          | 6:59.88 |      |

### Remo
| S | Classificado(a) para as semifinais |    |                        | FA | Final A (disputa de medalhas) |  |  | FD | Final D (sem medalhas) |
| Q | Classificado(a) para as quartas    | FB | Final B (sem medalhas) | FE | Final E (sem medalhas)        |  |  |    |                        |
| R | Classificado(a) para a repescagem  | FC | Final C (sem medalhas) | FF | Final F (sem medalhas)        |  |  |    |                        |